# 한국쉘석유
한국쉘석유는 윤활유와 그리스 등을 생산하는 영국의 로열 더치 쉘 그룹의 대한민국 투자 법인이다. 1960년 7월 5일 설립되었으며 한국증권거래소 상장기업이다. 대한민국 주식시장에서 대표적인 고배당주로 유명하다.

## 역사
- 1960년 극동정유공업을 설립했고
- 1961년 부산 우암공장 윤활유 준공 및 생산개시
- 1969년 극동정유와 영국 로열 더치 쉘 합작법인을 극동쉘정유를 설립했다.[2]
- 1976년 부산 용당 저유소 윤활유 및 절삭유 공장 준공 및 쉘 브랜드 윤활유 제품 생산 개시
- 1977년 기존 상호명을 극동쉘정유를 현재 상호명을 한국쉘석유㈜를 설립하였다
- 1985년 부산 우암공장 생산중단 및 매각